# Такуро Мотидзукі
Такуро Мотідзукі (26 серпня 1972 ) — японський математик Кіотського університету. 

## Біографія
Народився 26 серпня 1972 року у Токіо. 
В 1992 році вступив до Кіотського університету, який достроково закінчив у 1994 році, в 1999 році там же захистив дисертацію. 
В 1999 здобув ступінь доктора філософських наук
.

## Нагороди та визнання
- 2006: член Математичного товариства Японії[en]
- 2011: премія Японської академії наук[en][4][5];
- 2014: пленарний доповідач Міжнародного конгресу математиків[6];
- 2022: премія за прорив у математиці[7];

## Доробок
- Asymptotic behaviour of tame harmonic bundles and an application to pure twistor D-modules, 2 Bände, Memoirs AMS 185, 2007
  - Preprint 2003
- Kobayashi-Hitchin-Correspondence for tame harmonic bundles and applications, Astérisque, Band 309, 2006, Teil 2 Geometry & Topology, 13, 2009, S. 359–455, Teil 1, Teil 2
- Donaldson type invariants for algebraic surfaces: transition of moduli stacks, Lecture Notes in Mathematics 1972, Springer Verlag 2009
- Wild harmonic bundles and wild pure twistor D-modules, Arxiv, 2008
- A characterization of semisimple local system by tame pure imaginary pluri-harmonic metric, 2004, Arxiv
- Mixed Twistor D-modules, Arxiv 2011